# Roberto Pariante
Roberto Pariante (Napoli, 13 febbraio 1932 – Roma, 4 gennaio 2009) è stato un aiuto regista italiano.

## Biografia
Laureatosi nel 1955 in legge all'Università di Napoli, si trasferisce a Roma dove si era già iscritto al corso di regia al Centro sperimentale di cinematografia. Nel 1957 si diploma realizzando la regia del cortometraggio Il prete, tratto da un racconto di Irwin Shaw. Da allora prende parte ad oltre centodieci film come aiuto regista, lavorando con registi come Luigi Zampa, Raffaello Matarazzo, Francesco Rosi, Nanni Loy, Luigi Magni, Luigi Comencini, Cristina Comencini, Pasquale Squitieri, Michele Placido, Giuliano Montaldo, e in film di genere con registi come Giorgio Ferroni, Antonio Margheriti, Michele Lupo, Turi Vasile, Nando Cicero e Riccardo Pazzaglia. Ha collaborato con Dario Argento nei suoi primi tre film: L'uccello dalle piume di cristallo, Il gatto a nove code e 4 mosche di velluto grigio. Tra i registi più recenti possiamo ricordare Aurelio Grimaldi, Claudio Camarca, Angelo Longoni.
Nel 1972 dirige, per la serie televisiva La porta sul buio prodotta dalla S.E.D.A di Salvatore e Dario Argento, l'episodio Testimone oculare. Cura altre regie per vari programmi Rai come: Guagliò, ciak si gira!, vari servizi per la rubrica del TG2 La Bella Italia, la serie Vita in Perù, Medicina 33 e molte lezioni per programmi scolastici. Oltre a queste ha diretto anche moltissime seconde unità per i film ai quali ha preso parte.
Nel 1978 aderisce all'Associazione Cinema Democratico. I soci fondatori furono Nanni Loy, Ugo Pirro, Libero Bizzarri, Pino Caruso, Umberto Turco, Claudio Cirillo e tanti altri. Tutti insieme portarono avanti lotte per una nuova legge sul cinema, per la regolamentazione delle TV private, contro le interruzioni pubblicitarie e per la valorizzazione del cinema italiano. Purtroppo, dopo tanto impegno, nel 1992 l'Associazione venne sciolta.
Nella sua lunga vita professionale Roberto Pariante partecipa anche ad alcuni film come Direttore di produzione.
Nel 2002 lavora al film Io no di Simona Izzo e Ricky Tognazzi che sarà l'ultimo della sua carriera. Subito dopo comincia ad insegnare la sua materia nelle scuole di cinema come la Nuct, la Rosebud e la Rossellini.
Nel 2004, in Marocco nella città di Ouarzazate, presso la scuola del Centre Euromediterraneen du Cinema et de l'Audiovisual tiene dei corsi sull'aiuto-regia e sul Linguaggio della Tecnica Cinematografica.
Nel 2006 Roberto Pariante viene premiato come miglior aiuto regista con il San Pietrino d'oro marguttiano. È lo stesso Gigi Magni, ideatore del premio che, insieme alla moglie Lucia Mirisola, lo consegna a Roberto. Il riconoscimento spetta a chi, al meglio, da dietro le quinte, contribuisce insieme al regista alla realizzazione dell'opera sognata.
Alla fine del 2007 realizza insieme alle figlie Eleonora e Sabina il cortometraggio I gioielli di Maria. Le riprese vengono effettuate tra Lecce e la bellissima Abbazia di S. Maria di Cerrate, meraviglioso scenario della storia che si svolge ai tempi dell'Inquisizione.
Il 26 febbraio 2010 il Centro Sperimentale di Cinematografia ha voluto ricordare Roberto Pariante dedicando una giornata alla sua attività nella sala del cinema Trevi a Roma, radunando amici e colleghi che con lui hanno realizzato alcuni dei più bei film della storia del cinema italiano.
Nel gennaio 2013 viene pubblicato, postumo, il libro di Roberto Pariante La meta di un sogno che narra la sua vita professionale.

## Filmografia

### Regista
- Il prete - cortometraggio (1957)
- La porta sul buio – miniserie TV, episodio Testimone oculare (1972)

### Assistente o aiuto regista
- Le schiave di Cartagine, regia di Guido Brignone (1956)
- L'eretico, regia di Francisco de Borja Moro (1957)
- La sfida, regia di Francesco Rosi (1958)
- Ballerina e Buon Dio, regia di Antonio Leonviola (1958)
- Gambe d'oro, regia di Turi Vasile (1958)
- Promesse di marinaio, regia di Turi Vasile (1958)
- I magliari, regia di Francesco Rosi (1959)
- Vento del Sud, regia di Enzo Provenzale (1959)
- Cerasella, regia di Raffaello Matarazzo (1959)
- Tutti a casa, regia di Luigi Comencini (1960)
- Salvatore Giuliano, regia di Francesco Rosi (1962)
- Gli anni ruggenti, regia di Luigi Zampa (1962)
- Maciste il gladiatore più forte del mondo, regia di Michele Lupo (1962)
- Adultero lui, adultera lei, regia di Raffaello Matarazzo (1963)
- Le mani sulla città, regia di Francesco Rosi (1963)
- I giganti di Roma, regia di Antonio Margheriti (1964)
- Sfida a Rio Bravo, regia di Tulio Demicheli (1964)
- I lunghi capelli della morte, regia di Antonio Margheriti (1964)
- Le spie uccidono a Beirut, regia di Luciano Martino e Mino Loy (1965)
- L'uomo di Toledo, regia di Eugenio Martín (1965)
- L'isola dell'angelo, regia di Giuliano Montaldo - film TV (1965)
- La magnifica sfida, regia di Miguel Lluch (1965)
- Operazione poker, regia di Osvaldo Civirani (1965)
- Una questione d'onore, regia di Luigi Zampa (1965)
- A 077 - Sfida ai killers, regia di Antonio Margheriti (1965)
- La lama nel corpo, regia di Elio Scardamaglia (1966)
- Furia a Marrakech, regia di Mino Loy e Luciano Martino (1966)
- Arizona Colt, regia di Michele Lupo (1966)
- Per pochi dollari ancora, regia di Giorgio Ferroni (1966)
- C'era una volta, regia di Francesco Rosi (1967)
- John il bastardo, regia di Armando Crispino (1967)
- Il dolce corpo di Deborah, regia di Romolo Guerrieri (1968)
- Spara, Gringo, spara, regia di Bruno Corbucci (1968)
- Il pistolero segnato da Dio, regia di Giorgio Ferroni (1968)
- La battaglia di El Alamein, regia di Giorgio Ferroni (1969)
- La battaglia del deserto, regia di Mino Loy (1969)
- Nell'anno del Signore, regia di Luigi Magni (1969)
- L'uccello dalle piume di cristallo, regia di Dario Argento (1970)
- Ma chi t'ha dato la patente?, regia di Nando Cicero (1970)
- Una prostituta al servizio del pubblico e in regola con le leggi dello stato, regia di Italo Zingarelli (1970)
- Il gatto a nove code, regia di Dario Argento (1971)
- Armiamoci e partite!, regia di Nando Cicero (1971)
- 4 mosche di velluto grigio (1971), regia di Dario Argento
- All'ultimo minuto, regia di Ruggero Deodato - serie TV (1972)
- 7 scialli di seta gialla, regia di Sergio Pastore (1972)
- La bella Antonia, prima monica e poi dimonia, regia di Mariano Laurenti (1972)
- La porta sul buio, regia di Luigi Cozzi, Dario Argento e Mario Foglietti – episodi Il vicino di casa, Il tram e La bambola (1972)
- Ku-Fu? Dalla Sicilia con furore, regia di Nando Cicero (1973)
- Ultimo tango a Zagarol, regia di Nando Cicero (1973)
- Paolo il freddo, regia di Ciccio Ingrassia (1974)
- Farfallon, regia di Riccardo Pazzaglia (1974)
- I guappi, regia di Pasquale Squitieri (1974)
- L'ambizioso, regia di Pasquale Squitieri (1975)
- Due cuori, una cappella, regia di Maurizio Lucidi (1975)
- Uomini si nasce poliziotti si muore, regia di Ruggero Deodato (1976)
- Le avventure e gli amori di Scaramouche, regia di Enzo G. Castellari (1976)
- Emanuelle nera n° 2, regia di Bitto Albertini (1976)
- Macchina d'amore e Il superiore, episodi di Basta che non si sappia in giro, regia di Nanni Loy e Luigi Magni (1976)
- Pronto ad uccidere, regia di Francesco Prosperi (1976)
- L'avvocato della mala, regia di Alberto Marras (1977)
- 4 minuti per 4 miliardi, regia di Gianni Siragusa (1977)
- Il fauno di marmo, regia di Silverio Blasi - miniserie tv (1977)
- Il prefetto di ferro, regia di Pasquale Squitieri (1977)
- La mazzetta, regia di Sergio Corbucci (1978)
- Corleone, regia di Pasquale Squitieri (1978)
- Letti selvaggi, regia di Luigi Zampa (1979)
- Racconti di fantascienza, regia di Alessandro Blasetti - miniserie TV (1979)
- SuperAndy - Il fratello brutto di Superman, regia di Paolo Bianchini (1979)
- Café Express, regia di Nanni Loy (1980)
- Desideria: la vita interiore, regia di Gianni Barcelloni Corte (1980)
- Morte in Vaticano, regia di Marcello Aliprandi (1981)
- Inverno al mare, regia di Silverio Blasi - miniserie TV (1982)
- Testa o croce, regia di Nanni Loy (1982)
- Don Camillo, regia di Terence Hill (1983)
- Mio figlio non sa leggere, regia di Franco Giraldi - miniserie TV (1984)
- Claretta, regia di Pasquale Squitieri (1984)
- Amici miei - Atto IIIº, regia di Nanni Loy (1985)
- Naso di cane, regia di Pasquale Squitieri - miniserie TV (1986)
- Il generale, regia di Luigi Magni - miniserie TV (1987)
- 32 dicembre, regia di Luciano De Crescenzo (1988)
- Cinema, regia di Luigi Magni - film TV (1988)
- Zoo, regia di Cristina Comencini (1988)
- Saremo felici, regia di Gianfrancesco Lazotti (1989)
- 'o Re, regia di Luigi Magni (1989)
- L'avvoltoio può attendere, regia di Gian Pietro Calasso - miniserie TV (1989)
- Viaggio d'amore, regia di Ottavio Fabbri (1990)
- Atto di dolore, regia di Pasquale Squitieri (1990)
- In nome del popolo sovrano, regia di Luigi Magni (1990)
- La discesa di Aclà a Floristella, regia di Aurelio Grimaldi (1992)
- I divertimenti della vita privata, regia di Cristina Comencini (1992)
- Gangsters, regia di Massimo Guglielmi (1992)
- Quattro bravi ragazzi, regia di Claudio Camarca (1993)
- Europa connection, regia di Nando Cicero - miniserie TV (1993)
- Caccia alle mosche, regia di Angelo Longoni - film TV (1993)
- Bruno aspetta in macchina, regia di Duccio Camerini (1996)
- Linda e il brigadiere - serie TV, 12 episodi (1997-1998)
- Facciamo fiesta, regia di Angelo Longoni (1997)
- Sulla spiaggia e di là dal molo, regia di Giovanni Fago (2000)
- Giornalisti - serie TV, 13 episodi (2000)
- Una lunga notte, regia di Ilaria Cirino Pomicino (2011)
- Una milanese a Roma, regia di Diego Febbraro (2001)
- Ti voglio bene Eugenio, regia di Francisco Josè Fernandez (2002)
- Un viaggio chiamato amore, regia di Michele Placido (2002)
- La notte di Pasquino, regia di Luigi Magni - film TV (2003)
- Io no, regia di Simona Izzo e Ricky Tognazzi (2003)

### Assistente di produzione
- In un giardino di Aviano (1964)
- Mai con le donne, regia di Giovanni Fago (1985)

### Direttore di produzione
- L'ultimo dei buoni, regia di Maurizio Gaudio (1993)
- Tutti gli anni una volta l'anno, regia di Gianfrancesco Lazotti (1994)
- La caccia, il cacciatore, la preda, regia di Andrea Marzari (1995)
- A Dio piacendo, regia di Filippo Altadonna (1996)
- Al centro dell'area di rigore, regia di Bruno Garbuglia e Roberto Ivan Orano (1996)